# Бланка Наваррская (королева Франции)
Бланка Наваррская (1331 — 5 октября 1398, Нофль-Сен-Мартен) — вторая жена короля Франции Филиппа VI. Дочь короля Наварры Филиппа III и Жанны II Наваррской, сестра Карла Наваррского.

## Биография
Первоначально предполагалось, что Бланка станет супругой Педро, сына короля Кастилии и Леона или Хуана Арагонского, герцога Жироны. Однако, когда умерла жена герцога Нормандии Иоанна Бонна Люксембургская, при Наваррском дворе было решено выдать Бланку за наследника французского престола. Однако, когда Бланка приехала в Париж, жениться на ней решил также недавно овдовевший король Филипп VI. Невестой же Иоанна стала наследница графств Булонь и Овернь Жанна Овернская. 29 января 1349 года в Бри-Конт-Робер состоялась свадьба короля Филиппа и Бланки Наваррской. (Хронист Фруассар пишет: «Ей было около 18 лет, и король ее очень сильно любил».) Этот брак вызвал недовольство среди дворян королевства и стал причиной отдаления сына от короля. 19 февраля 1350 года в Нантерре была сыграна свадьба Иоанна и Жанны Овернской.
Брак Бланки оказался кратким: 22 августа 1350 года король Филипп умер. Вдовствующая королева была беременна и в мае 1351 года родила дочь Жанну (прозванную Бланкой, умерла 16 сентября 1371). Бланка Наваррская переехала в свою парижскую резиденцию в доме на улице де-ла-Вьевилль-Тиксерандери, который был назван в её честь Отелем королевы Бланки, а позже перешёл в собственность племянника королевы, Педро Наваррского, графа Мортена. В 1354 году вдовствующая королева пыталась помирить нового короля Иоанна II и своего брата Карла Наваррского.
Бланка отказалась от нового брака с королём Кастилии Педро Жестоким, проект этого союза принадлежал папе Клименту VI. Последние годы жизни королева провела в Нофль-Сен-Мартене в Жизоре и при французском королевском дворе появлялась очень редко. Бланка Наваррская умерла 5 октября 1398 года и была похоронена в базилике Сен-Дени.